# São João da Vereda
São João da Vereda é um distrito do município brasileiro de Montes Claros, no interior do estado de Minas Gerais. Segundo o censo demográfico de 2022, realizado pelo Instituto Brasileiro de Geografia e Estatística (IBGE), sua população era de 1 387 habitantes e havia 544 domicílios particulares permanentes ocupados. Possui área de 349,70 km² conforme a Fundação João Pinheiro (FJP).
De acordo com o IBGE, em 2010 a população era de 1 402 habitantes e havia 730 domicílios particulares.

## História e descrição
Foi criado pela lei nº 336 de 27 de dezembro de 1948. É um distrito rural banhado pelo rio Tamboril, cuja nascente se encontra na localidade e que é afluente do rio Pacuí. Este, por sua vez, também banha o distrito e é um afluente do rio São Francisco.
A agricultura e a pecuária são algumas das atividades econômicas presentes em São João da Vereda. O principal acesso é feito pela LMG-654, que liga Montes Claros à BR-365. Em 2023, a estrada que dá acesso à sede ainda não havia sido pavimentada.